# Partito Laburista Giamaicano
Il Partito Laburista di Giamaica (in inglese: Jamaica Labour Party, abbreviato: JLP) è un partito politico giamaicano.

## Ideologia
Malgrado il nome, il JLP è un partito conservatore sociale e fiscale.
Nel maggio 2008, in un'intervista con la BBC, il primo ministro e leader del JLP Bruce Golding dichiarò che il suo governo non avrebbe incluso alcun membro gay, che il suo partito era contrario a dimostrazioni pubbliche di omosessualità e che la stessa avrebbe dovuto continuare a essere illegale in Giamaica, conformemente alle norme sociali del Paese.
Dagli anni Novanta il JLP è a favore della transizione da monarchia a repubblica in Giamaica. Dopo che Barbados divenne una repubblica nel 2021, il primo ministro e leader del JLP Andrew Holness propose un referendum in merito per il 2025.

## Organizzazioni
Il Partito Laburista Giamaicano ha numerosi organizzazioni: il gruppo giovanile Young Jamaica, il gruppo delle femministe Women's Freedom Movement, il gruppo dei lavoratori Jamaica Workers Union.

## Leader
- Sir Alexander Bustamante (1943-1974)
- Edward Seaga (1974-2005)
- Bruce Golding (2005-2011)
- Andrew Holness (2011-in carica)

## Risultati elettorali
| Anno              | Voti    | Seggi   |
| ----------------- | ------- | ------- |
| Parlamentari 2011 | 405 920 | 21 / 63 |
| Parlamentari 2016 | 436 972 | 32 / 63 |
| Parlamentari 2020 | 407 753 | 49 / 63 |